# Municipio de Caddo Gap
Caddo Gap Township es una subdivisión territorial del condado de Montgomery, Arkansas, Estados Unidos. Según el censo de 2020, tiene una población de 834 habitantes.
Es una subdivisión exclusivamente territorial, por cuanto el estado de Arkansas no utiliza la herramienta de los townships como municipios.

## Geografía
La subdivisión está ubicada en las coordenadas 34°24′23″N 93°34′43″O / 34.40639, -93.57861 (34.406422, -93.578617). Según la Oficina del Censo, tiene una superficie total de 157.00 km², de los cuales 156.16 km² corresponden a tierra firme y 0.84 km² están cubiertos de agua.

## Demografía
Según el censo de 2020, hay 834 personas residiendo en la zona. La densidad de población es de 5.34 hab./km². El 87.17 % de los habitantes son blancos, el 0.24 % son afroamericanos, el 0.96 % son amerindios, el 0.12 % es asiático, el 0.12 % es isleño del Pacífico, el 4.80 % son de otras razas y el 6.59 % son de una mezcla de razas. Del total de la población, el 7.91 % son hispanos o latinos de cualquier raza.